# میرعلمدار
میرعلمدار یکی از روستاهای استان ایلام است که در دهستان کلان بخش زرنه شهرستان ایوان واقع شده‌است.